# Pardal de taca groga
El pardal de taca groga (Gymnoris pyrgita) és un ocell de la família dels passèrids (Passeridae).

## Hàbitat i distribució
Habita localment en zones àrides amb arbres o matolls, des del sud-oest de Mauritània i nord del Senegal i Gàmbia, cap a l'est fins a Eritrea i Somàlia i des d'aquí, cap al sud fins al nord-est d'Uganda, Kenya i nord-est de Tanzània.